# Порва (Кекоранское сельское поселение)
Порва — деревня в Якшур-Бодьинском районе Удмуртской Республики Российской Федерации.

## География
Деревня находится в центральной части республики, на северо-западе района, в зоне хвойно-широколиственных лесов, на запруженном участке реки Узгинка, на расстоянии приблизительно 5 км на запад-северо-запад по прямой от районного центра села Якшур-Бодья.

## Топоним
Упоминается в 1873 году как деревня Порвинская (Порва) с 9 дворами.

## История
Деревня основана приблизительно в начале XVIII века переселенцами из деревни Касаншур (2,5 версты от Порвы), ныне не существующей. В 1893 году учтено 24 двора, в 1905 — 33, в 1924 — 47 (русских дворов 16 и удмуртских — 31). До 2021 года входила в состав Кекоранского сельского поселения.

## Население
| 2010 | 2012 |
| ---- | ---- |
| 426  | ↗436 |

Постоянное население составляло 83 человека (1873), 187 (1893, 118 удмуртов и 69 русских), 259 (1905), 299 (1924), 429 человек в 2002 году (удмурты 81 %), 436 в 2012.

## Инфраструктура
Личное подсобное хозяйство.

## Транспорт
Через Алгазы проходит Старозяцинский тракт, соединяющий Старые Зятцы и Якшур-Бодья. Остановка общественного транспорта «Порва».